# Puchar Europy Zdobywczyń Pucharów siatkarek (1987/1988)
Puchar Europy Zdobywczyń Pucharów 1987/1988 – 16. sezon turnieju rozgrywanego od 1978 roku, organizowanego przez Europejską Konfederację Piłki Siatkowej (CEV) w ramach europejskich pucharów dla żeńskich klubowych zespołów siatkarskich "starego kontynentu".

## Drużyny uczestniczące
- VIC Gustramdorf
- CSM Clamart
- Provimi DVO Oud-Beijerland
- Graningas Santa Coloma
- Traktor Schwerin
- Bergkamaratene
- Haukiputaan Heitto
- Hapoel Ein Hanoresh
- Antonius Herentals
- Lewski-Spartak Sofia
- Olimpiakos Nicozja
- CSKA Moskwa
- Milangaz Stambuł
- Tungsram Budapeszt
- Uni Lausanne
- Civilla Modena
- Crvena zvezda Belgrad
- Leixoes Matozinhos
- CJD Feuerbach
- Kommunalnik Mińsk
- Slávia Bratysława

## Rozgrywki

### Runda wstępna
| Data       | Drużyna 1                  | Wynik | Drużyna 2            | Sety                     |
| ---------- | -------------------------- | ----- | -------------------- | ------------------------ |
| 08.11.1987 | VIC Gustramdorf            | 3:0   | CSM Clamart          |                          |
| 14.11.1987 | VIC Gustramdorf            | 3:2   | CSM Clamart          |                          |
| 08.11.1987 | Provimi DVO Oud-Beijerland | 3:1   | Panathinaikos Athens | 15:12, 15:5, 10:15, 15:2 |
| 15.11.1987 | Provimi DVO Oud-Beijerland | 3:1   | Panathinaikos Athens |                          |
|            | Graningas Santa Coloma     |       | SC Traktor Schwerin  |                          |
|            | Graningas Santa Coloma     |       | SC Traktor Schwerin  |                          |
|            | Bergkamaratene             | 0:3   | Haukiputaan Heitto   |                          |
| 08.11.1987 | Hapoel Ein Hanoresh        | 0:3   | Antonius Herentals   |                          |
| 15.11.1987 | Hapoel Ein Hanoresh        | 0:3   | Antonius Herentals   |                          |
| 08.11.1987 | Lewski-Spartak Sofia       | 3:0   | Olimpiakos Nicozja   |                          |
| 14.11.1987 | Lewski-Spartak Sofia       | 3:0   | Olimpiakos Nicozja   |                          |

### 1/8 finału
| Data       | Drużyna 1                  | Wynik | Drużyna 2             | Sety                     |
| ---------- | -------------------------- | ----- | --------------------- | ------------------------ |
| 05.12.1987 | CSKA Moskwa                | 3:0   | VIC Gustramdorf       |                          |
| 13.12.1987 | CSKA Moskwa                | 3:0   | VIC Gustramdorf       | 15:4, 15:10, 15:2        |
| 05.12.1987 | Milangaz Stambuł           | 0:3   | Tungsram Budapeszt    |                          |
| 12.12.1987 | Milangaz Stambuł           | 0:3   | Tungsram Budapeszt    |                          |
| 06.12.1987 | Uni Lausanne               | 0:3   | Civilla Modena        | 5:15, 10:15, 7:15        |
| 13.12.1987 | Uni Lausanne               | 0:3   | Civilla Modena        | 2:15, 1:15, 7:15         |
| 06.12.1987 | Provimi DVO Oud-Beijerland | 3:1   | Crvena Zvezda Belgrad | 12:15, 15:9, 15:7, 15:11 |
| 13.12.1987 | Provimi DVO Oud-Beijerland | 3:1   | Crvena Zvezda Belgrad |                          |
| 05.12.1987 | Haukiputaan Heitto         | 0:3   | SC Traktor Schwerin   | 10:15, 3:15, 10:15       |
| 12.12.1987 | Haukiputaan Heitto         | 0:3   | SC Traktor Schwerin   | 1:15, 3:15, 1:15         |
| 05.12.1987 | Leixoes Matozinhos         | 2:3   | CJD Feuerbach         |                          |
| 12.12.1987 | Leixoes Matozinhos         | 0:3   | CJD Feuerbach         |                          |
| 06.12.1987 | Antonius Herentals         | 0:3   | Kommunalnik Mińsk     |                          |
|            | Antonius Herentals         |       | Kommunalnik Mińsk     |                          |
| 05.12.1987 | Slávia Bratysława          | 3:0   | Lewski-Spartak Sofia  | 15:9, 15:11, 15:8        |
| 12.12.1987 | Slávia Bratysława          | 1:3   | Lewski-Spartak Sofia  | 15:9, 9:15, 11:15, 9:15  |

### Ćwierćfinał
| Data       | Drużyna 1                  | Wynik | Drużyna 2          | Sety                           |
| ---------- | -------------------------- | ----- | ------------------ | ------------------------------ |
| 13.01.1988 | CSKA Moskwa                | 3:0   | Tungsram Budapeszt |                                |
| 20.01.1988 | CSKA Moskwa                | 3:1   | Tungsram Budapeszt |                                |
| 13.01.1988 | Provimi DVO Oud-Beijerland | 0:3   | Civilla Modena     | 11:15, 6:15, 4:15              |
| 20.01.1988 | Provimi DVO Oud-Beijerland | 0:3   | Civilla Modena     |                                |
| 13.01.1988 | SC Traktor Schwerin        | 3:2   | CJD Feuerbach      |                                |
| 21.01.1988 | SC Traktor Schwerin        | 2:3   | CJD Feuerbach      | 11:15, 9:15, 15:10, 15:4, 7:15 |
| 13.01.1988 | Kommunalnik Mińsk          | 3:0   | Slávia Bratysława  | 15:6, 15:4, 15:11              |
| 20.01.1988 | Kommunalnik Mińsk          | 3:0   | Slávia Bratysława  | 15:10, 15:12, 15:9             |

### Turniej finałowy
Goppingen

#### Mecze o rozstawienie
| Data       | Drużyna 1           | Wynik | Drużyna 2      | Sety |
| ---------- | ------------------- | ----- | -------------- | ---- |
| 12.02.1988 | Kommunalnik Mińsk   | 3:2   | CSKA Moskwa    |      |
| 12.02.1988 | SC Traktor Schwerin | 3:0   | Civilla Modena |      |

#### Półfinał
| Data       | Drużyna 1      | Wynik | Drużyna 2           | Sety |
| ---------- | -------------- | ----- | ------------------- | ---- |
| 13.02.1988 | CSKA Moskwa    | 3:2   | SC Traktor Schwerin |      |
| 13.02.1988 | Civilla Modena | 3:1   | Kommunalnik Mińsk   |      |

#### Mecz o 3. miejsce
| Data       | Drużyna 1           | Wynik | Drużyna 2         | Sety |
| ---------- | ------------------- | ----- | ----------------- | ---- |
| 14.02.1988 | SC Traktor Schwerin | 3:0   | Kommunalnik Mińsk |      |

#### Finał
| Data       | Drużyna 1   | Wynik | Drużyna 2      | Sety |
| ---------- | ----------- | ----- | -------------- | ---- |
| 14.02.1988 | CSKA Moskwa | 3:2   | Civilla Modena |      |

## Klasyfikacja końcowa
| Miejsce | Drużyna           |
| ------- | ----------------- |
| złoto   | CSKA Moskwa       |
| srebro  | Civilla Modena    |
| brąz    | Traktor Schwerin  |
| 4.      | Kommunalnik Mińsk |